# Ludford (Lincolnshire)
Ludford is een civil parish in het Engelse graafschap Lincolnshire.
Tijdens de Tweede Wereldoorlog werd vliegveld Ludford Magna ten Zuiden van Ludford Parva en Ludford Magna aangelegd. Het was operationeel van juni 1943 tot 25 oktober 1945. Hier was 101 Squadron RAF gestationeerd.